# Friedl Murauer
Friedl Murauer, född 4 juli 1938, är en friidrottare från Österrike. Hon deltog vid olympiska sommarspelen 1960.